# Великолуцька область
Великолуцька область (рос. Великолукская область) — територіально-адміністративна одиниця РРФСР у 1944—1957 роках.

## Історія
22 серпня 1944 Указом Президії Верховної Ради СРСР «Про утворення Великолуцької області у складі РРФСР» було затверджено подання Президії Верховної Ради РРФСР про утворення Великолуцької області з центром у місті Великі Луки.
У новостворену Великолуцьку область зі складу Калінінської області було виділено 19 районів:
1. Бежаницький
2. Великолуцький
3. Ідрицький
4. Красногородський
5. Кудеверський
6. Куньїнський
7. Ленінський
8. Локнянський
9. Невельський
10. Нелідовський
11. Новосокольницький
12. Октябрський
13. Опочецький
14. Пеновський
15. Плоскошський
16. Пустошкинський
17. Себезький
18. Сережинський
19. Торопецький

З Новгородської області, з моменту утворення якої 5 липня 1944 року минуло трохи більше місяця, було передано Холмський район. Зі Смоленської області були передані Бєльський, Іллінський та Усвяцький райони.
10 березня 1945 було утворено Пореченський район Великолуцької області, також у березні 1945 року було утворено Жарковський район. У тому ж році були утворені Подберезинський і Прихабський райони. В 1949 Прихабський район було перейменовано на Усминський. Через 3 роки утворено Усть-Долиський район.
Указом Президії Верховної Ради РРФСР від 2 жовтня 1957 року Великолуцька область була скасована. Великі Луки і прилеглі райони увійшли до складу Псковської області (утворена 23 серпня 1944 року), а східна частина до складу Калінінської області.